# Esparragosa de la Serena
Esparragosa de la Serena è un comune spagnolo di 1 126 abitanti situato nella comunità autonoma dell'Estremadura.